# Guy Roger Nzamba
Guy Roger Nzamba (Port-Gentil, 13 luglio 1970) è un ex calciatore gabonese, di ruolo attaccante.

## Carriera

### Club
Dal 1986 al 1991 gioca con varie squadre in Gabon, vincendo anche un campionato ed una coppa nazionale.
Nel 1991 va a giocare in Francia, nell'Auxerre; tra il 1991 ed il 1993 mette a segno in totale 14 reti in 46 presenze con la squadra riserve, impegnata nella terza divisione francese, e nella stagione 1992-1993 gioca inoltre anche una partita in prima squadra, in massima serie. Nel 1993 passa al Mulhouse, con cui nella stagione 1993-1994 realizza 3 reti in 22 presenze nella seconda divisione francese; milita in questa categoria anche nella stagione 1994-1995, nella quale veste la maglia dell'Angers, con cui totalizza 13 presenze ed un gol. Nei due anni seguenti veste la maglia dei sudafricani degli Orlando Pirates (con cui vince anche una CAF Champions League) e poi torna in patria al FC 105 Libreville, dove rimane fino al 1996 vincendo un'altra Coppa del Gabon (la sua seconda in carriera).
Nella stagione 1996-1997 viene tesserato dagli italiani della Triestina, impegnati in Serie C2, campionato in cui Nzamba va a segno 2 volte in 13 presenze. Successivamente nella stagione 1997-1998 gioca 15 partite nella massima serie scozzese con la maglia del neopromosso St. Johnstone, mentre nella stagione 1998-1999 gioca una partita nella quarta serie inglese col Southend United. Infine, tra il 1999 ed il 2001 totalizza 6 presenze e 2 reti nella seconda divisione belga con la maglia del Kortrijk.

### Nazionale
Tra il 1988 ed il 2000 ha giocato 21 partite con la nazionale gabonese, nelle quali ha segnato in tutto 6 reti; ha partecipato a due edizioni consecutive della Coppa d'Africa (nel 1994 e nel 1996).

## Palmarès

### Club

#### Competizioni nazionali
- Campionato gabonese: 1

Sogara: 1991
- Coppa del Gabon: 2

PétroSport Port-Gentil: 1989
FC 105 Libreville: 1996

#### Competizioni internazionali
- CAF Champions League: 1

Orlando Pirates: 1995